# Sune Olofsson
Sune Olofsson är en svensk före detta fotbollsspelare som representerade Gais åren 1962–1963.
Olsson kom till Gais från IFK Strömstad till säsongen 1962. Totalt gjorde han 12 matcher (4 mål) för Gais i division II under säsongen 1962, men sedan blev det bara ytterligare en match för klubben 1963 innan han gick till BK Häcken.